# Шпитальне судно
Шпитальне судно (госпітальне судно) — це корабель, який служить шпиталем на воді. Здебільшого використовуються військовими (найчастіше ВМС) різних країн, оскільки вони призначені для використання поруч із зонами бойових дій.
Атака на шпитальне судно є воєнним злочином, однак воюючі сторони мають право перевіряти такі кораблі.

## Інші корабельні шпиталі
Великі військові морські кораблі, особливо такі як авіаносці і універсальні десантні кораблі, мають на борту свої шпиталі. Однак, такі шпиталі займають малу частину судна, вони здебільшого використовуються для команди судна та десанту. Такі судна не вважаються «шпитальними», оскільки вони не призначені для цього, і як судна зі зброєю, вони не захищені міжнародними законами як шпитальні судна.

## Шпитальні судна у мирний час
У мирний час також є потреба у шпитальних суднах, оскільки вони можуть надавати медичну допомогу населенню тих країн, де мережа об'єктів системи охорони здоров'я погано розгалужена і до них дуже важко дістатися місцевому населенню. Найвідомішим цивільним шпитальним судном є «Africa Mercy», яке належить благодійній організації «Кораблі милосердя».

## Галерея

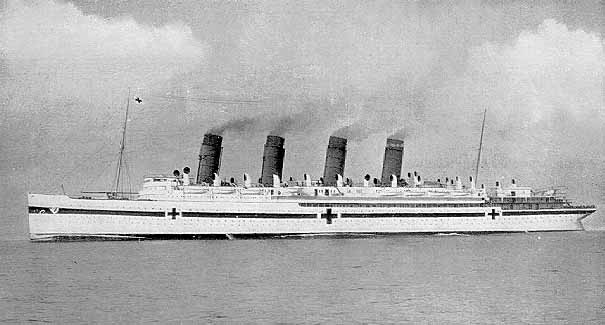
Шпитальне судно (трансатлантичний лайнер) «Мавританія» під час Першої світової війни.
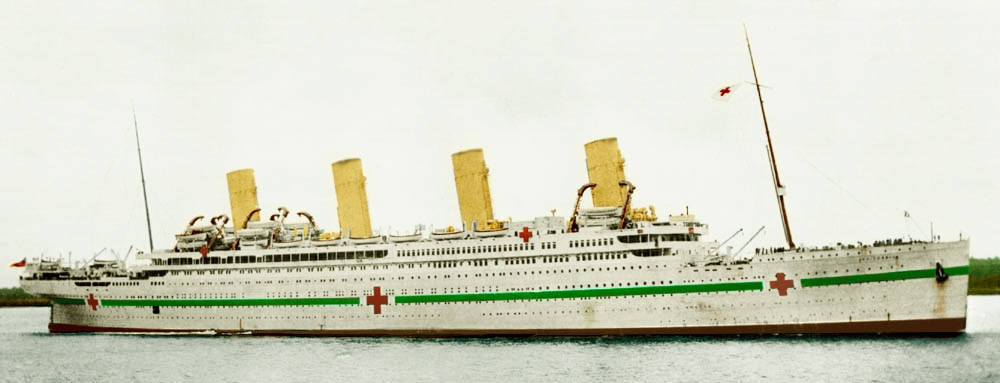
Британське шпитальне судно «Британнік» під час Першої світової війни.
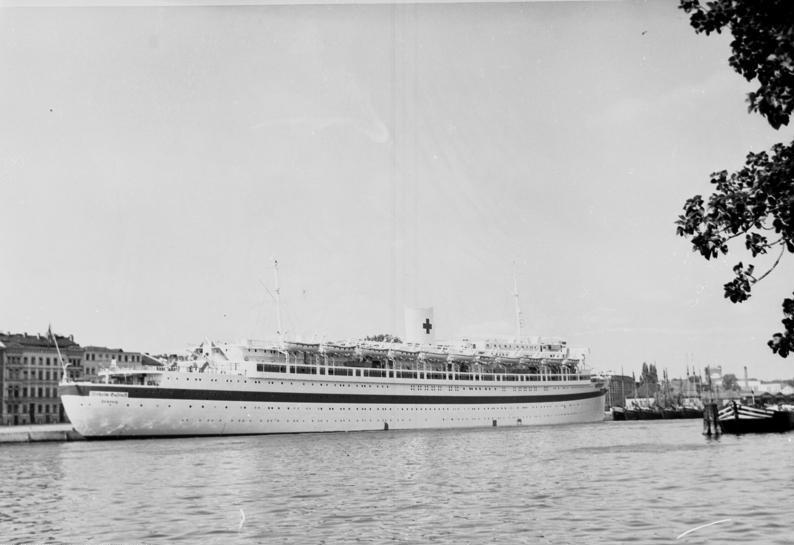
Німецьке шпитальне судно «Вільгельм Густлофф» (1940).
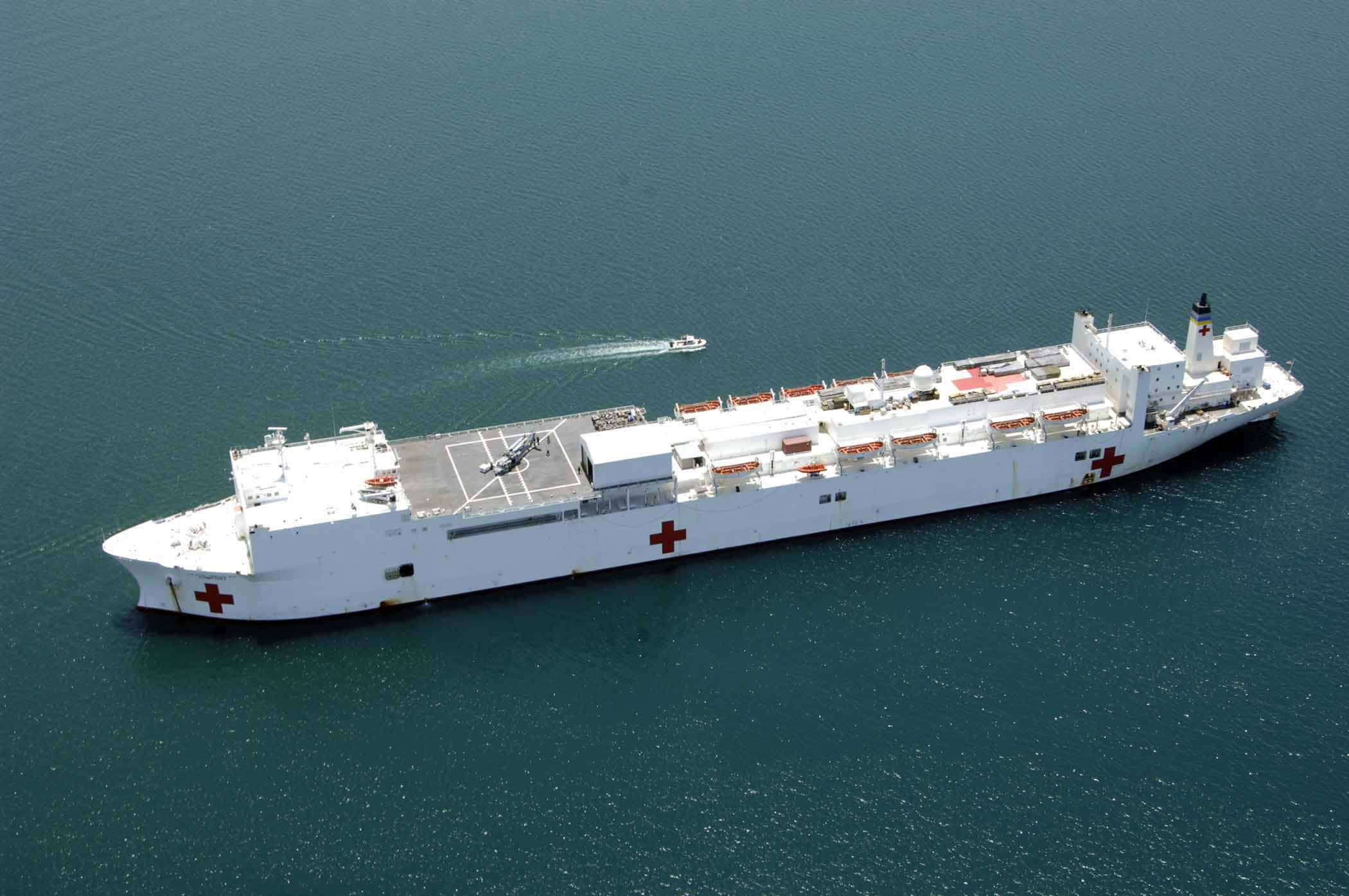
Шпитальне судно Військово-морських сил США USNS Comfort у 2009.
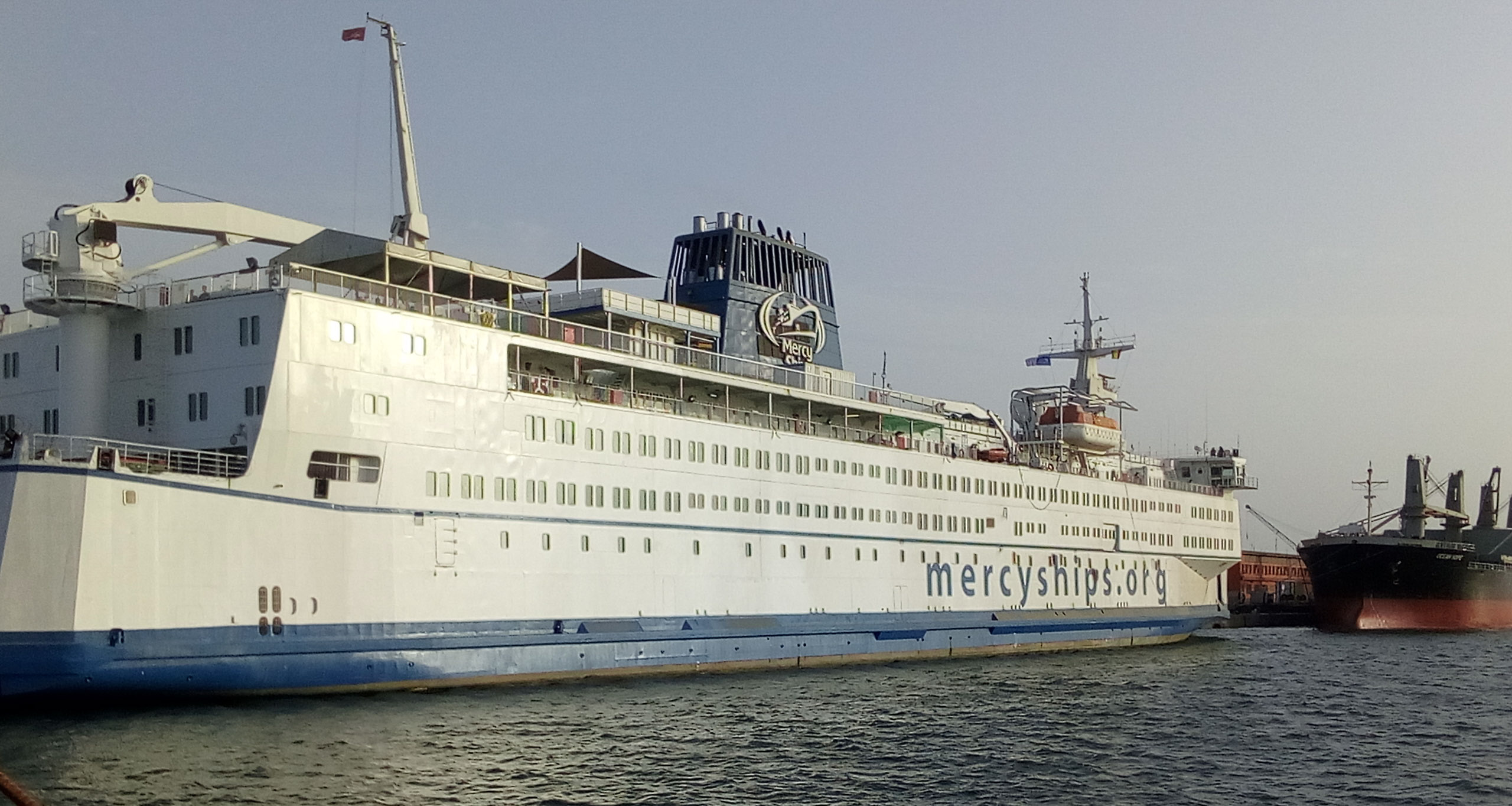
Цивільне шпитальне судно Africa Mercy